# پرستوی آنگولا
پرستوی آنگولا (نام علمی: Hirundo angolensis) نام یک گونه از سرده پرستوهای نمادین است.